# Oro Verde
Oro Verde é um município da província de Entre Ríos, na Argentina.